# Jade Curtis
Jade Curtis (ur. 2 maja 1990 w Oksfordzie) – brytyjska tenisistka.

## Kariera tenisowa
Jej największym osiągnięciem jest finał turnieju ITF we Frinton, w którym przegrała z Sarah Borwell. W grze podwójnej ma na koncie cztery wygrane turnieje ITF: w Nottingham, Fuerteventurze, Edynburgu oraz Tsukubie.

## Wygrane turnieje rangi ITF

### gra podwójna (4)
|    | Data       | Turniej       | Partnerka                    | Finalistki                              | Wynik          |
| 1. | 21/08/2005 | Nottingham    | Rachael Dillon               | Marie-Perrine Baudouin Claire Peterzan  | 6:2, 6:3       |
| 2. | 18/04/2008 | Fuerteventura | Irene Rehberger-Bescos       | Benedetta Davato Giulia Gatto-Monticone | 6:3, 7:6(6)    |
| 3. | 11/05/2008 | Edynburg      | Elizabeth Thomas             | Biljana Pawłowa Soetkin van Deun        | 6:1, 7:6(5)    |
| 4. | 06/09/2009 | Tsukuba       | María Fernanda Álvarez Terán | Hsu Wen-hsin Mari Tanaka                | 1:6, 6:2, 10–2 |